# Plaza de las Tendillas
La plaza de las Tendillas está situada en la ciudad de Córdoba (España), en las inmediaciones del antiguo foro romano de la ciudad cordobesa. Su denominación proviene de las pequeñas tiendas que albergaba la Orden de Calatrava desde el siglo XIV. Las dimensiones actuales de la plaza se dieron tras el derribo del Hotel Suizo en 1923, uniendo las principales avenidas comerciales como son las calles Cruz Conde, Claudio Marcelo y Gondomar, y la construcción de la mayoría de los edificios actuales se produjo en esa década.
La plaza acoge un mercado navideño desde 2014 y es célebre por la celebración de las doce uvas de Nochevieja siguiendo el «reloj flamenco» de la plaza, que en vez de dar campanadas, da las horas con el sonido de una guitarra.

## Historia

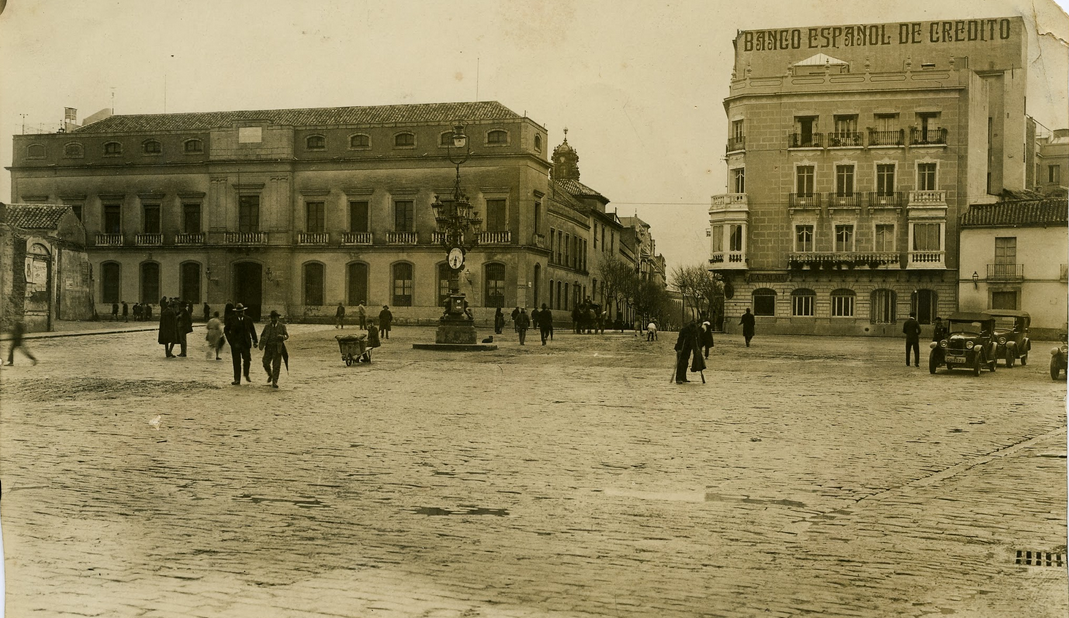
La plaza de las Tendillas a comienzos del siglo XX, antes del traslado del monumento al Gran Capitán en 1927.

### Origen y creación de la plaza
En la actual plaza de las Tendillas, en torno al siglo XIV, se encontraban las casas de los comendadores de la Orden de Calatrava, quienes habían ayudado durante la Conquista de Córdoba y se les recompensó con este espacio, así como diferentes pequeñas tiendas, zona cuyo nombre derivó prontamente en las Tendillas de Calatrava, nombre por el cual ha permanecido hasta la actualidad. Las casas de Calatrava fueron derruidas en 1860 para la construcción del Hotel Suizo.
El primer proyecto para la ampliación de la plaza se realizó el 3 de diciembre de 1895 por Patricio de Bolomburu, aunque los problemas económicos del Ayuntamiento de Córdoba provocan que se realice otro proyecto el 15 de mayo de 1907 por el mismo arquitecto. El 7 de enero de 1908 se aprobó el proceso de ampliación de la entonces denominada plaza Cánovas del Castillo, ensanchándose del este al oeste de la plaza, aunque todavía había que derribar el célebre Hotel Suizo, de unas dimensiones de 2.000 metros cuadrados y 75 habitaciones de lujo, regentado por los hermanos Puzzini, provenientes de Suiza. Las negociaciones llevaron varios años hasta la adquisición por el Ayuntamiento tras un pago de 565.000 pesetas en 1919, aunque el derribo no se produjo hasta 1923. Finalmente, el 24 de julio de 1925 el alcalde José Cruz Conde presenta el proyecto de la nueva plaza de las Tendillas con diseño y planos del arquitecto barcelonés Félix Hernández, por lo que comenzaron a construirse prácticamente la totalidad de los edificios circundantes, a excepción del Instituto Luis de Góngora ya existente, a la vez que se construía la calle Cruz Conde.

### Edificios y monumento al Gran Capitán

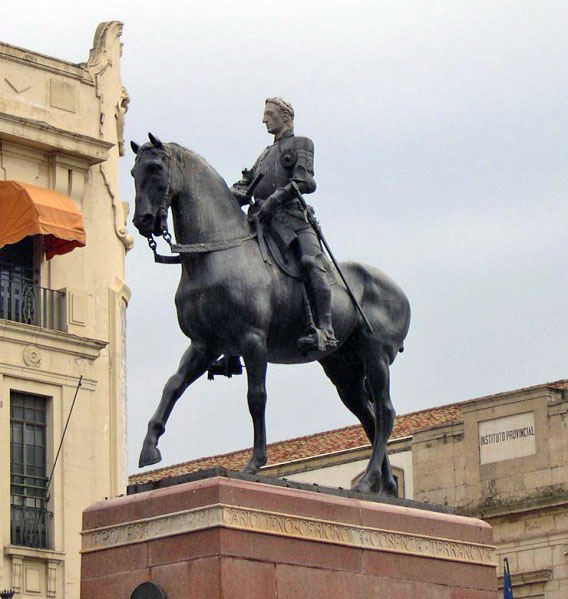
Monumento al Gran Capitán en la plaza de las Tendillas de Córdoba

En 1926 se construyó la casa de Marín Fernández en estilo modernista haciendo esquina con la calle Gondomar. Entre ese año y 1927 se construyeron la mayoría de los edificios circundantes, incluyendo el edificio de La Unión y el Fénix, obra del arquitecto Benjamín Gutiérrez Prieto; la Central de Teléfonos, obra de Ramón Aníbal Álvarez, y la Casa Colomera, obra de Félix Hernández. En 1928 se concluyó la Casa Enríquez Barrios, mandada construir por este alcalde cordobés al arquitecto Aníbal González, quien estaba construyendo su célebre plaza de España en Sevilla en ese momento para la Exposición Iberoamericana de 1929.
Además de los edificios construidos en ese momento, el Monumento al Gran Capitán, realizado en 1923 por el artista Mateo Inurria y ubicado originalmente en la avenida del Gran Capitán, se trasladó en 1927 a la plaza a pesar de que este evento contó con una oposición vecinal en un primer momento.

### Los relojes y la Nochevieja

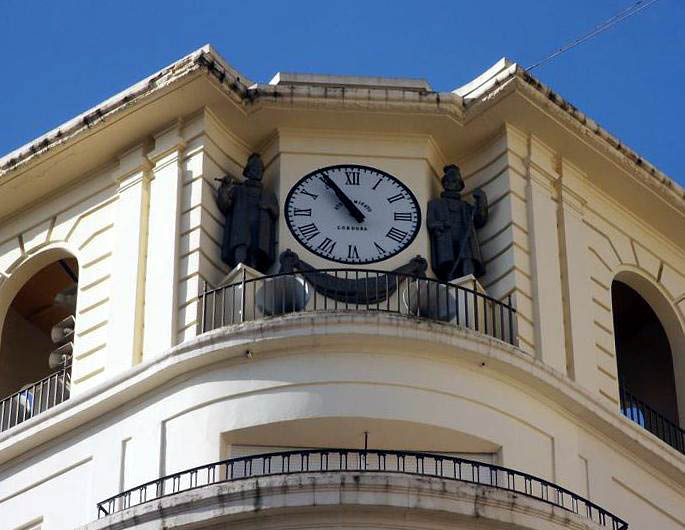
El reloj de las Tendillas toca durante los cuartos y las horas soleares flamencas. Da las campanadas durante la Nochevieja en Córdoba.

En 1929 se inauguró un reloj en la esquina de las calles Jesús María y Málaga que, aunque era de propiedad privada, comenzó a congregar a los cordobeses para comer las uvas durante Nochevieja. Sin embargo, la prensa de noviembre de 1945 parodia el mal funcionamiento del reloj, que fue arreglado por el Ayuntamiento para la Nochevieja de ese mismo año. Finalmente, el 29 de enero de 1961 se inauguró el nuevo reloj, situado sobre la esquina con la calle Gondomar, evento que fue retrasmitido en el NO-DO al que acudieron miles de cordobeses. El reloj posee la peculiaridad de que, en lugar de dar campanadas, toca los cuartos y las horas con el sonido de una guitarra construida por Manuel Reyes Maldonado y tocada por el guitarrista Juan Serrano a ritmo de soleares. Según Francisco Solano Márquez, el conocido desde entonces como «reloj flamenco» fue una idea de la marca Philips, mientras que a las 12:00 y a las 17:00 sonaba la voz de Matías Prats anunciando los relojes con el eslogan «¡Mejores, no hay!». La antigua maquinaria del reloj fue sustituida en 1988 por un dispositivo con información automatizada como reloj astronómico, conectado vía satélite, modernizada de nuevo en el año 2000.

### Peatonalización
Durante los años 1960 y 1970 esta zona, junto a Cruz Conde, fue conocida como el tontódromo, debido a que era un lugar en el que lucirse ante el resto de ciudadanos cordobeses. A comienzos de 1970 se creó una fuente en forma de U en torno al Monumento al Gran Capitán, proyecto realizado por Carlos Font, cuyo perímetro fue ajardinado una década más tarde.
A finales de la década de 1990 se decidió la casi total peatonalización de la plaza, en un proyecto elaborado por el ceutí Gerardo Olivares que devolvía el Monumento al Gran Capitán a la avenida del mismo nombre, y tras las críticas, se trasladaba dentro de la misma plaza, aunque finalmente por las protestas se mantuvo en el mismo lugar. Las obras contaron con un presupuesto de 260 millones de pesetas, de las cuales 200 millones serían abonadas por CajaSur tras un acuerdo con el Ayuntamiento, que pagaría los 60 millones restantes. Las obras eliminaron casi la totalidad del tráfico rodado, y también derribó los aseos públicos ubicados en los sótanos del antiguo Hotel Suizo que todavía se utilizaban, además de reemplazar la fuente de 1970 por otra de mármol negro en torno al Monumento al Gran Capitán. Asimismo, se crearon unos parterres con bancos junto a naranjos, y se crearon unas fuentes secas o fuentes de suelo que no estaban planificadas, sino que fueron añadidas a petición del teniente de alcalde de Infraestructuras Rafael Rivas, quien las había visto en Las Rozas de Madrid. Finalmente, la nueva plaza fue inaugurada el 13 de mayo de 1999 por el alcalde Rafael Merino.
En verano de 2018 se acometieron unas obras durante dos meses para solucionar un pequeño hundimiento provocado por la fuga de agua en la fuente central.El 10 de enero de 2025 se inauguró una escultura en homenaje al Día de la Bandera de Andalucía del artista José Manuel Belmonte.

## Edificios

### Edificio de La Unión y el Fénix

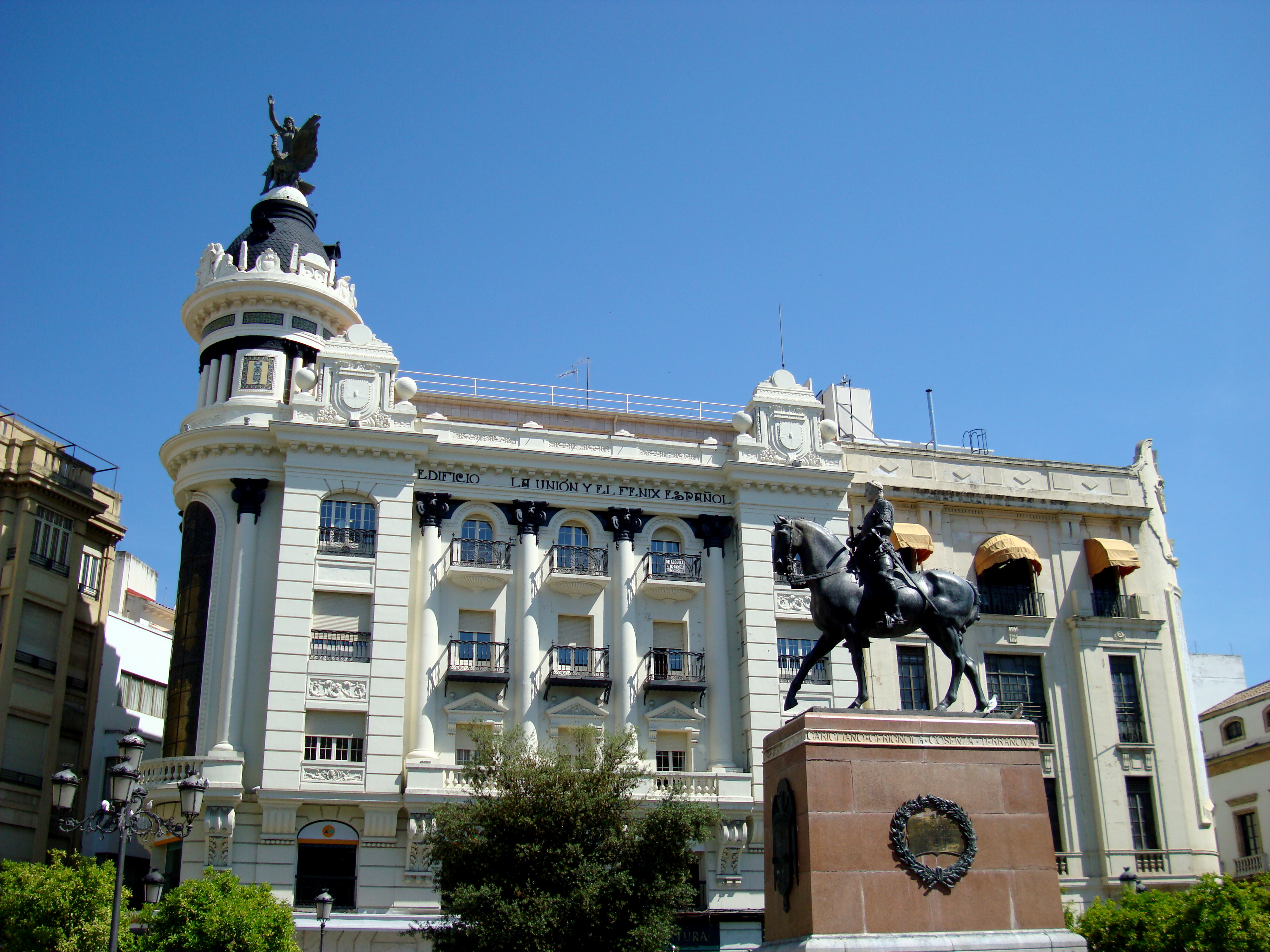
Edificio de la Unión y el Fénix, antigua compañía de seguros, realizado en 1927.

El edificio de La Unión y el Fénix es obra del arquitecto Benjamín Gutiérrez Prieto, construido entre 1926 y 1927 por la compañía de seguros homónima, con la nueva construcción que se le da a la plaza de las Tendillas. Se encuentra en la plaza de las Tendillas, número 6. En la Guerra Civil albergó una de las sirenas que avisaban a la población de la llegada de bombardeos.

### Palacio Colomera

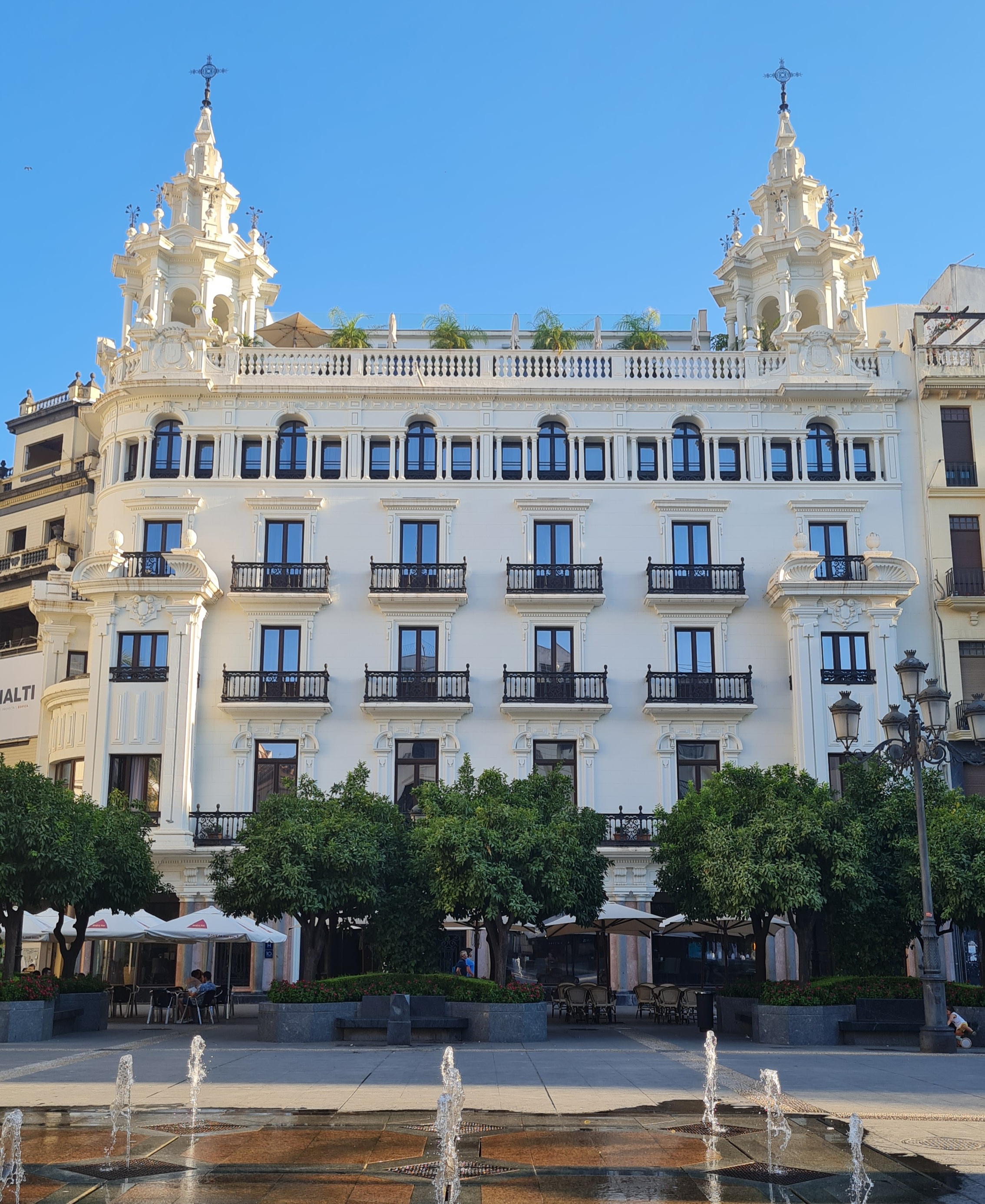
El Palacio Colomera (1928) fue la residencia de los condes de Colomera; desde 2019 convertido en hotel.

En un extremo del recinto destaca la Casa Colomera, antigua vivienda de cuatro plantas en el número 3 de la plaza. Realizada por el arquitecto Félix Hernández Giménez en el año 1928 para los condes de Colomera. Es considerada como una simbiosis modernista entre una casa solariega en las dos primeras plantas siendo las dos segundas plantas de pisos. Tras un largo proceso de restauración para albergar un hotel de cuatro estrellas, en cuyas obras se encontró una noria medieval que da a un acuífero, fue inaugurado el 7 de junio de 2019 como hotel H10 Palacio Colomera.

### Casa Enríquez Barrios
La casa Enríquez Barrios perteneció a este alcalde cordobés y es un ejemplo de regionalismo de los arquitectos Aníbal González y Aurelio Gómez Millán realizado en 1928.